# Facundo Curuchet
Facundo Nicolás Curuchet (Gualeguaychú, Entre Ríos, Argentina; 21 de enero de 1990) es un futbolista argentino. Juega como delantero y su equipo actual es Pueblo Nuevo de la Liga Departamental de Gualeguaychú de Argentina. Su hermano Cristian Curuchet también es futbolista, juega en el equipo de Guillermo "Luli" Ríos La Vencedora, Gualeguaychú, Entre Ríos.

## Trayectoria

### Club Atlético Colón
Comenzó en el Club Pueblo Nuevo, en su ciudad natal. Surgió de las inferiores del Club Atlético Colón como una de las promesas del equipo. El 12 de diciembre de 2010 cuando se disputaba la fecha 19 del torneo Apertura, sufrió la fractura de tibia derecha , debido a un fuerte golpe propinado por el defensor juvenil de Newell's Old Boys de Rosario, Cristian Lema promediando los 32 minutos del segundo tiempo. Esta lesión lo alejó de las canchas por 3 meses.

### Defensa y Justicia
Luego de no poder recuperar su nivel, a principios de 2015 es cedido a préstamo por 6 meses a Defensa y Justicia.

### Santamarina
A mediados del 2015 es cedido nuevamente por 6 meses a Santamarina de Tandil.

### Platense
Luego de breves pasos por Juventud Unida de Gualeguaychú e Independiente Rivadavia de Mendoza, recaló en el Club Atlético Platense, con el que logró el ascenso a la Primera B Nacional y a la Primera División dónde volvió a jugar después de varios años.

### Cienciano
En el 2022 llegó al Cienciano donde logró jugar 34 partidos, además de ser parte del equipo en la clasificación a la Copa Sudamericana 2023.

## Estadísticas
| Equipo                       | Div.                | Temporada           | Liga     | Liga  | Copa Nacional | Copa Nacional | Copa Internacional | Copa Internacional | Otros *  | Otros * | Total    | Total |
| Equipo                       | Div.                | Temporada           | Partidos | Goles | Partidos      | Goles         | Partidos           | Goles              | Partidos | Goles   | Partidos | Goles |
| ---------------------------- | ------------------- | ------------------- | -------- | ----- | ------------- | ------------- | ------------------ | ------------------ | -------- | ------- | -------- | ----- |
| Colón Argentina              | 1ª                  | 2009/10             | 1        | 1     | -             | -             | -                  | -                  | -        | -       | 1        | 1     |
| Colón Argentina              | 1ª                  | 2010/11             | 20       | 0     | -             | -             | -                  | -                  | -        | -       | 9        | 0     |
| Colón Argentina              | 1ª                  | 2011/12             | 6        | 0     | 2             | 0             | -                  | -                  | -        | -       | 8        | 0     |
| Colón Argentina              | 1ª                  | 2012/13             | 31       | 6     | -             | -             | 4                  | 1                  | -        | -       | 35       | 7     |
| Colón Argentina              | 1ª                  | 2013/14             | 30       | 1     | -             | -             | -                  | -                  | 1        | 0       | 31       | 1     |
| Colón Argentina              | 2ª                  | 2014                | 5        | 1     | 2             | 0             | -                  | -                  | -        | -       | 7        | 1     |
| Colón Argentina              | Total               | Total               | 82       | 9     | 4             | 0             | 4                  | 1                  | 1        | 0       | 91       | 10    |
| Defensa y Justicia Argentina | 1ª                  | 2015                | 2        | 0     | -             | -             | -                  | -                  | -        | -       | 2        | 0     |
| Defensa y Justicia Argentina | Total               | Total               | 2        | 0     | 0             | 0             | -                  | -                  | -        | -       | 2        | 0     |
| Santamarina Argentina        | 2ª                  | 2015                | 19       | 1     | -             | -             | -                  | -                  | 2        | 0       | 21       | 1     |
| Santamarina Argentina        | Total               | Total               | 19       | 1     | -             | -             | -                  | -                  | 2        | 0       | 21       | 1     |
| Juventud Unida Argentina     | 2ª                  | 2016                | 12       | 1     | -             | -             | -                  | -                  | -        | -       | 12       | 1     |
| Juventud Unida Argentina     | Total               | Total               | 12       | 1     | -             | -             | -                  | -                  | -        | -       | 12       | 1     |
| Independiente RM Argentina   | 2ª                  | 2016-17             | 28       | 1     | -             | -             | -                  | -                  | -        | -       | 28       | 1     |
| Independiente RM Argentina   | Total               | Total               | 28       | 1     | -             | -             | -                  | -                  | -        | -       | 28       | 1     |
| Platense Argentina           | 3ª                  | 2017-18             | 34       | 9     | -             | -             | -                  | -                  | 1        | 0       | 35       | 9     |
| Platense Argentina           | 2ª                  | 2018-19             | 9        | 2     | 3             | 0             | -                  | -                  | 3        | 0       | 12       | 2     |
| Platense Argentina           | 2ª                  | 2019-20             | 13       | 1     | 1             | 0             | -                  | -                  | 4        | 0       | 18       | 1     |
| Platense Argentina           | 2ª                  | 2020                | 5        | 0     | -             | -             | -                  | -                  | -        | -       | 5        | 0     |
| Platense Argentina           | 1ª                  | 2021                | 30       | 5     | -             | -             | -                  | -                  | -        | -       | 30       | 5     |
| Platense Argentina           | Total               | Total               | 91       | 17    | 4             | 0             | -                  | -                  | 8        | 0       | 103      | 17    |
| Cienciano · Perú             | 1ª                  | 2022                | 33       | 2     | 0             | 0             | 1                  | 0                  | -        | -       | 34       | 2     |
| Cienciano · Perú             | Total               | Total               | 33       | 2     | 0             | 0             | 1                  | 0                  | -        | -       | 34       | 2     |
| Aldosivi Argentina           | 1ª                  | 2023                | 30       | 2     | -             | -             | -                  | -                  | -        | -       | 30       | 2     |
| Aldosivi Argentina           | Total               | Total               | 30       | 2     | 0             | 0             | -                  | -                  | -        | -       | 30       | 2     |
| Total en su carrera          | Total en su carrera | Total en su carrera | 297      | 33    | 8             | 0             | 5                  | 1                  | 10       | 0       | 310      | 34    |

(*) Incluye Desempates y Reducidos.

## Palmarés

### Campeonatos nacionales
| Título          | Club     | País      | Año  |
| --------------- | -------- | --------- | ---- |
| B Metropolitana | Platense | Argentina | 2018 |